# 三草酸根合铑(III)酸钾
三草酸根合铑(III)酸钾是一种配位化合物，化学式为K3Rh(C2O4)3。它的二水合物和相应的铱配合物同构。它的4.5水合物可由草酸氢钾溶解新制的氢氧化铑(III)，缓慢结晶得到。它的水合物加热逐渐失水，并于184 °C得到无水物。无水物在225~260 °C分解，其气体分解产物为二氧化碳。